# Inégalité de Brezis-Gallouët
En  analyse (mathématique), l'inégalité de Brezis-Gallouët, du nom de ses auteurs Haïm Brezis et Thierry Gallouët, est une inégalité portant sur des fonctions définies dans un domaine {\displaystyle \Omega } inclus dans {\displaystyle \mathbb {R} ^{2}}, qui est l'intérieur ou l'extérieur d'un domaine borné à frontière régulière. Cette inégalité, qui donne une borne d'une telle fonction en fonction des normes de ses dérivées premières et secondes, est cruciale dans l'étude de certaines  équations aux dérivées partielles.
Cette inégalité peut s'exprimer ainsi. Il existe un réel {\displaystyle C} ne dépendant que de {\displaystyle \Omega } tel que, pour toute fonction {\displaystyle u\in H^{2}(\Omega )} non presque partout nulle,
{\displaystyle \displaystyle \|u\|_{L^{\infty }(\Omega )}\leq C\|u\|_{H^{1}(\Omega )}\left(1+\left(\log \left(1+{\frac {\|u\|_{H^{2}(\Omega )}}{\|u\|_{H^{1}(\Omega )}}}\right)\right)^{1/2}\right).}
En remarquant que, pour toute fonction  {\displaystyle v\in H^{2}(\mathbb {R} ^{2})}, on a l'égalité :
{\displaystyle \int _{\mathbb {R} ^{2}}{\bigl (}(\partial _{11}^{2}v)^{2}+2(\partial _{12}^{2}v)^{2}+(\partial _{22}^{2}v)^{2}{\bigr )}=\int _{\mathbb {R} ^{2}}{\bigl (}\partial _{11}^{2}v+\partial _{22}^{2}v{\bigr )}^{2},}
on déduit de l'inégalité précédente l'existence d'un réel {\displaystyle C} ne dépendant que de  {\displaystyle \Omega } tel que, pour toute fonction {\displaystyle u\in H^{2}(\Omega )} non presque partout nulle,
{\displaystyle \displaystyle \|u\|_{L^{\infty }(\Omega )}\leq C\|u\|_{H^{1}(\Omega )}\left(1+\left(\log \left(1+{\frac {\|\Delta u\|_{L^{2}(\Omega )}}{\|u\|_{H^{1}(\Omega )}}}\right)\right)^{1/2}\right).}